# Cocculina superba
Cocculina superba is een slakkensoort uit de familie van de Cocculinidae. De wetenschappelijke naam van de soort is voor het eerst geldig gepubliceerd in 1960 door Clarke.